# Haematopota vittata
Haematopota vittata är en tvåvingeart som beskrevs av Friedrich Hermann Loew 1858. Haematopota vittata ingår i släktet Haematopota och familjen bromsar. Inga underarter finns listade i Catalogue of Life.